# Gustavo Pecoraro
Gustavo Pecoraro (Mar del Plata, 2 de septiembre de 1965) es un escritor, periodista, poeta, guionista y activista LGTBI y de la respuesta al VIH nacido en la Argentina.

## Trayectoria
Gustavo Pecoraro Brondino comenzó su carrera como periodista a principios de los años 1980 en la revista La Chispa y Contraprensa de la Juventud Socialista, colaborando conjuntamente con la revista Manuscritos del Frente de Artistas del Movimiento al Socialismo cuyo referente era Nahuel Moreno.  
Entre 1984 a 1987, perteneció a Comunidad Homosexual Argentina (CHA).
Luego fundó y formó parte de Gays y Lesbianas por los derechos civiles (GAYS DC) desde 1991 hasta 1996 junto a Carlos Jáuregui, César Cigliutti, Marcelo Ferreyra y otros.  
Fue impulsor, entre otros, de la Primera Marcha del Orgullo LGBTI en 1992. Entre los años 1994 a 1996, fue asesor en diseño gráfico, columnista y redactor de la revista NX. Fue uno de los fundadores de ACT-UP Bs. As. en el año 1995.   
En 1997 funda Deportistas Argentinos Gays (DAG) y es elegido su primer Secretario luego de lo que es nombrado Delegado Sudamericano de la International Gay & Lesbian Football Asociación IGLFA, en los Gay Games de Ámsterdam en 1998.
Entre 1998 y 2010 vivió en España y Alemania donde perteneció a algunos grupos activistas LGTBI  
En 2017 participó del World Pride Madrid, y como ponente del Summit WP (Conferencia Internacional de DDHH); en 2018 y 2019 participó del Summit Madrid Orgullo (Conferencia Internacional de DDHH); en 2019 participó del World Pride 50 años de Stonewall en New York.
Ha escrito en múltiples periódicos como Infobae, La Izquierda Diario , Página / 12 , Cosecha roja, Agencia Paco Urondo, Cerdos y Peces, El Mundo, entre otros. 
Ha publicado tres libros de poesías; dos de ensayos: una compilado con entrevistas a destacadas personalidades de la cultura argentina; otro en homenaje a Carlos Jáuregui, y una novela.
Ha editado un disco musical con textos de su autoría, en la que participan artistas como Miss Bolivia, Susy Shock, Paula Maffía, Karen Bennett, Viviana Scaliza, Walter Soria entre otros.
Desde 1993, Pecoraro vive con VIH positivo.
Es asesor en temas LGTBI, VIH y DDHH en el Congreso de la Nación Argentina y asesor en comunicación en la Fundación Huésped
Ex coordinador general de la Red Ciudades Aliadas en el Orgullo LGTBI y actual miembro de la coordinación del Grupo de Trabajo LGTBI en UCCI (Unión de Ciudades Capitales Iberoamericanas), es representante ante la Unión Europea del Instituto de Políticas Públicas LGBT+ 

## Obras

### Poesía
- 2012: Deseo. Palabras en el viento[19]
- 2015: 12 poemas crudos[20]
- 2018: Amor marica[21]

### Ensayos
- 2014: Palabra y pluma. Textos políticos y otras mariconadas[22]
- 2016: Acá estamos. Carlos Jáuregui, sexualidad y política en la Argentina[23]
- 2024: Alguien tendrá que serlo. Reflexiones sobre vivir con VIH

### Novelas
- 2022: De querer así[24][25]

### Guiones
- 2016: El puto inolvidable[26] (coguionista junto con Lucas Santa Ana,[27] documental sobre Carlos Jáuregui)[28]
- 2021: Marta, ¡vení! (autor) dirigida por Damián Gimenez en La Noche de los Libros (Madrid)
- 2022: Luces Azules (guionista) dirigida por Lucas Santa Ana. Elenco: Ernesto Larrese, Claudio Da Passano, Osmar Nuñez, Estela Garelli, Fer Dente, Karina Hernández, Natalia Morlacci, Hernán Morán, Javier Rodriguez Cano y Nico Di Pace

### Antologías
- 2022: La lira marica. Una antología de poesía homoerótica argentina editada por Enzo Cárcamo y Jorge Luis Peralta (Editorial Saraza)
- 2023: Tu boca en mi piel. Una antología homoerótica argentina editada por Editorial Egales.[29]
- 2023: Yo no tengo la culpa de haber leído a Mendicutti. Antología de Editorial Egales.
- 2023: Pepe Espaliú. Visibilidad, experiencias y construcciones culturales en torno al VIH. Antología de Editorial Flores Raras.[30]

### Discos
- 2021: Canciones de pluma[11]

## Premios y nominaciones
- 2013: Deseo. Palabras en el viento - Premio de Poesía Desayuno en Urano de literatura LGTB[31]
- 2016: Distinción de la Legislatura porteña como organizador de la primera Marcha del Orgullo en la Argentina[32]
- 2016: Nominación como integrante de la red de podcasts “El Vahído” a los premios Lola Mora[33]
- 2017: Premio al Periodismo de Investigación en VIH de Latinoamérica y el Caribe[34]
- 2018: De querer así[35] - Ganadora del Mecenazgo Cultural del Gobierno de la Ciudad de Buenos Aires[36]
- 2021: Canciones de pluma[37] - Ganador del Impulso Cultural del Gobierno de la Ciudad de Buenos Aires[38]
- 2023: Canciones de pluma. Nominado al Mejor álbum de folklore alternativo en los Premios Mercedes Sosa.